# Поліщук Микола Сергійович
Мико́ла Сергі́йович Поліщу́к (1991—2023) — солдат Збройних сил України, учасник російсько-української війни.

## З життєпису
Народився в селі Казавчин 14 грудня 1991 року.
Після закінчення школи навчався у Дніпровському національному університеті залізничного транспорту імені Лазаряна. У 2009 році чоловіка призвали до лав Збройних сил України, у 2010 році звільнили у запас. Для продовження навчання перевівся до Одеського технікуму залізничних технологій, де здобув державну освіту за спеціальністю «Електромеханіка залізничного транспорту», паралельно працював на Одеській залізниці електромонтером.
З початком російської агресії добровільно вступив в 28 бригаду «Рицарів Зимового Походу». Воював на Херсонському напрямку, після чого був переведений в Маріупольську 56 бригаду 21 ОМПБ «Сармат». Під час виконання бойового завдання у 2022 році отримав медаль «За мужність і вірність», а також іменну відзнаку у вигляді ножа з викарбуваним позивним «Борода».
В січні 2023 року отримав бойове поранення під час бойового завдання у місті Вугледар, Донецької області. Після одужання був відправлений на Бахмутський напрямок.

## Відзнаки
- Почесна відзнака «За мужність та відвагу»